# Chattahoochee Hills
Chattahoochee Hills ist eine City in Fulton und Coweta County im US-Bundesstaat Georgia mit 2378 Einwohnern (Stand: 2010).

## Geographie
Chattahoochee Hills liegt rund 30 Kilometer südwestlich von Atlanta und grenzt im Westen an den Chattahoochee River sowie im Osten an die Stadt Palmetto.

## Geschichte
Chattahoochee Hills wurde am 1. Dezember 2007 als Chattahoochee Hill Country gegründet. Am 23. September 2008 wurde der Name in Chattahoochee Hills geändert.
Internationale Bekanntheit erlangte die Stadt 2013–2015 als Veranstaltungsort des Electro-Festivals TomorrowWorld. Als Ableger des belgischen Tomorrowland-Festivals zog die Veranstaltung jährlich mehr als 150.000 Gäste nach Chattahoochee Hills. Nachdem der Veranstalter SFX Entertainment 2016 Insolvenz anmeldete, wurde die Veranstaltung 2016 eingestellt.

## Demographische Daten
Laut der Volkszählung von 2010 verteilten sich die damaligen 2378 Einwohner auf 941 bewohnte Haushalte, was einen Schnitt von 2,53 Personen pro Haushalt ergibt. Insgesamt bestehen 1080 Haushalte. 
72,2 % der Haushalte waren Familienhaushalte (bestehend aus verheirateten Paaren mit oder ohne Nachkommen bzw. einem Elternteil mit Nachkomme) mit einer durchschnittlichen Größe von 2,95 Personen. In 29,0 % aller Haushalte lebten Kinder unter 18 Jahren sowie in 29,1 % aller Haushalte Personen mit mindestens 65 Jahren.
23,1 % der Bevölkerung waren jünger als 20 Jahre, 19,0 % waren 20 bis 39 Jahre alt, 34,3 % waren 40 bis 59 Jahre alt und 23,6 % waren mindestens 60 Jahre alt. Das mittlere Alter betrug 46 Jahre. 50,2 % der Bevölkerung waren männlich und 49,8 % weiblich.
68,6 % der Bevölkerung bezeichneten sich als Weiße, 28,0 % als Afroamerikaner, 0,2 % als Indianer und 0,3 % als Asian Americans. 1,9 % gaben die Angehörigkeit zu einer anderen Ethnie und 1,0 % zu mehreren Ethnien an. 5,6 % der Bevölkerung bestand aus Hispanics oder Latinos.
Das durchschnittliche Jahreseinkommen pro Haushalt lag bei 60.913 USD, dabei lebten 11,2 % der Bevölkerung unter der Armutsgrenze.

## Verkehr
Chattahoochee Hills wird von der Georgia State Route 70 durchquert. Der nächste Flughafen ist der Flughafen Atlanta (rund 30 km nordöstlich).

## Kriminalität
Die Kriminalitätsrate lag im Jahr 2010 mit 283 Punkten (US-Durchschnitt: 266 Punkte) im durchschnittlichen Bereich. Es gab einen Mord, 13 Körperverletzungen, zehn Einbrüche, 19 Diebstähle und sechs Autodiebstähle.